# إيفا نوفا
إيفا نوفا (بالإيطالية: Eva Nova)‏ هي مغنية وممثلة إيطالية، ولدت في 31 ديسمبر 1914 في إيطاليا، وتوفيت بنفس المكان في 30 نوفمبر 1996.

## التصوير السينمائي
- الراهبة المقدسة (1949)
- المادونتان (1949)
- المصير (1951)
- التوبة (1952)
- ميلانيون في نابولي (1954)
- مادونا الورود (1954)
- مقيد بالقدر (1956)

## وصلات خارجية
- إيفا نوفا على موقع IMDb (الإنجليزية)
- إيفا نوفا على موقع ميوزك برينز (الإنجليزية)
- إيفا نوفا على موقع ديسكوغز (الإنجليزية)